# Trym Torson
Trym Torson (Kai Johnny Solheim Mosaker), o simplemente "Trym", es un baterista noruego, actualmente toca con la banda Emperor. Comenzó a tocar la batería en la banda de viking black metal Enslaved y tiempo después fue invitado a tocar en la banda de black metal sinfónico Emperor. Cofundó Zyklon junto con su compañero de Emperor, Samoth. Su estilo esta fuertemente influenciado por el jazz, algo notable por su increíble método de tocar, el cual consiste en blast beats y dobles bombos muy rápidos, además de ser citado como uno de los mejores bateristas de metal extremo.
Trym también tocó la batería en muchas de las canciones del álbum de Abigail Williams "In the Shadow of a Thousand Suns".

## Discografía
Enslaved
- Hordanes Land 'EP' - (1993)
- Emperor / Hordanes Land 'Split' - (1993)
- Vikingligr Veldi - (1994)
- Frost - (1994)
- The Forest Is My Throne / Yggdrasill 'Split' - (1995)

Emperor
- Anthems to the Welkin at Dusk - (1997)
- IX Equilibrium - (1999)
- Prometheus: The Discipline of Fire & Demise - (2001)

Zyklon
- World ov Worms - (2001)
- Aeon - (2003)
- Disintegrate - (2006)

Imperium
- Imperium 'EP' - (2004)

Shadow Season
- The Frozen - (2003)

Abigail Williams
- In the Shadow of a Thousand Suns - (2008)

Paganize
- Evolution Hour - (2006)

Ceremony
- The Days Before The Death - (2000)

## En vivo
- Old Man's Child - 2004
- Satyricon - 2003